# Erich Hofmann (Linguist)
Erich Hofmann (* 4. März 1895 in Mühlhausen/Thüringen; † 7. November 1982 in Kiel) war ein deutscher Linguist und Professor an der Christian-Albrechts-Universität Kiel.

## Leben
Erich Hofmann studierte nach seiner Reifeprüfung am Gymnasium in Wiesbaden von 1913 bis 1914 und nach seinem Kriegsdienst im Ernst Weltkrieg von 1919 bis 1922 Sprachwissenschaft, Klassische Philologie und Russische Sprache an der Universität Göttingen und promovierte dort 1922. Zwischen 1923 und 1925 befasste er sich außerdem mit Balkanistik und Slavistik an den Universitäten Leipzig und Prag. 1926 habilitierte sich Hofmann für Sprachwissenschaft an der Universität Göttingen bei Eduard Hermann und lehrte dort bis 1934 als Privatdozent. 1929 hatte er eine Gastdozentur für Sprachwissenschaft an der Universität Riga inne. Zum 1. Mai 1933 trat er der NSDAP bei (Mitgliedsnummer 3.116.616). Im November 1933 unterzeichnete er das Bekenntnis der Professoren an den deutschen Universitäten und Hochschulen zu Adolf Hitler. 1935 wurde er an der Universität Marburg außerordentlicher Professor und Dozentenbundführer. An der Universität Münster wurde er 1936 ordentlicher Professor, 1940 wechselte er an die Deutsche Universität Prag. Im Reichserziehungsministerium fungierte er ab 1943 als Referent für Geisteswissenschaften. 1950 wurde er als Professur für Vergleichende Indogermanische Sprachwissenschaft an die Universität Kiel berufen, wo er 1954/55 auch Rektor war. 1963 wurde er emeritiert.
Sein Spezialgebiet waren die baltischen Sprachen. Zusammen mit Ernst Fraenkel gab er das Litauische Etymologische Wörterbuch heraus. Er arbeitete auch über die Geschichte der Christian-Albrechts-Universität Kiel.

## Schriften (Auswahl)
- Ausdrucksverstärkung. Untersungen zur etymologischen Verstärkung und zum Gebrauch der Steigerungsadverbia im Balto-Slavischen und in anderen indogermanischen Sprachen. Vandenhoeck & Ruprecht, Göttingen 1930 (= Habilitationsschrift Universität Göttingen) (Digitalisat).
- Kultur und Sprachgeist in den Monatsnamen. In: Zeitschrift für vergleichende Sprachforschung auf dem Gebiete der indogermanischen Sprachen, Bd. 59 (1931), S. 131–142 u. Bd. 60 (1932), S. 53–88.
- Impersonale mit Instrumental im Russischen. In:  Zeitschrift für vergleichende Sprachforschung auf dem Gebiete der indogermanischen Sprachen, Bd. 61 (1934), S. 209–222.
- Sprachsystem und Sprachpräzision. Hirt, Kiel 1954.
- Zu Aspekt und Aktionsart. In: Hans Krahe (Hrsg.): Corolla linguistica. Ferdinand Sommer zum 80. Geburtstag am 4. Mai 1955, dargebracht von Freunden, Schülern und Kollegen. Harrassowitz, Wiesbaden 1955, S. 86–91.
- Systematik in der Sprache und ihre Grenzen. In: Studium Generale, Bd. 10 (1957), S. 106–112.
- Goethe und die Grammatik. In: Sybaris. Festschrift, Hans Krahe zum 60. Geburtstag am 7. Februar 1958 dargebracht von Freunden, Schülern und Kollegen. Harrassowitz, Wiesbaden 1958, S. 49–57.
- (Bearb., mit Ernst Fraenkel): Litauisches Etymologisches Wörterbuch. Zwei Bände. Winter, Heidelberg 1962/1965.
- Die Christian-Albrechts-Universität in preußischer Zeit. In: Geschichte der Christian-Albrechts-Universität Kiel 1665-1965. Band 1, Teil 2. Wachholtz, Neumünster 1965, S. 9–115.
- (Hrsg., mit Wilhelm Wissmann): Alexander Kurschaut / Litauisch-deutsches Wörterbuch. Vier Bände. Vandenhoeck & Ruprecht, Göttingen 1968–1973.